# 猿の惑星: 創世記
『猿の惑星：創世記』（さるのわくせい ジェネシス、原題：Rise of the Planet of the Apes） は、2011年公開のアメリカ合衆国のSF映画。『PLANET OF THE APES/猿の惑星』以来10年ぶりとなる『猿の惑星』シリーズの新作で、新たなシリーズの起点（リブート）と位置づけられたオリジナル・ストーリーである。
当初は2011年6月の公開が予定されていたが8月5日に延期となり、日本では同年10月7日に公開された。2014年には続編となる映画『猿の惑星: 新世紀』が公開されている。

## ストーリー
製薬会社ジェネシス社に勤める神経学者のウィルは、アルツハイマー治療用のウイルスベクター試験薬ALZ112を開発し、実験台として雌チンパンジーのブライトアイズに投与する。ALZ112により劇的に知能を向上させたブライトアイズの成果から、ウィルは更なる臨床試験の許可を得ようとジェネシス社幹部達にプレゼンテーションを試みるが、その最中にブライトアイズは密かに身籠っていた子猿を守ろうとして凶暴化し射殺されてしまった。
一連の騒動により研究が凍結され職場を自宅へと移したウィルは、ブライトアイズが遺した雄の子猿を引き取り、その子猿をシーザーと名付け育て始める。ブライトアイズの遺伝子を受け継いだシーザーもまた成長するにつれて母猿のような高い知性を示すようになり、やがて人間に匹敵する複雑な情緒と、手話アメスランによる会話を成立させるほどになる。
シーザーの発達に希望を抱いたウィルは、かねてよりアルツハイマー型認知症に冒されている父チャールズを見かねて、秘密裏に社から持ち出したALZ112を投与。法に背いた人体実験ながら、見事チャールズの病状を快復させる事に成功する。こののち、シーザーの診察をきっかけに知り合った獣医キャロラインとウィルは親しくなり、二人は相思相愛の仲となってゆく。
しかし幸せな時間は長くは続かなかった。それから5年の月日が流れ、チャールズの身体にALZ112への抗体が出来たことにより、彼のアルツハイマーが再発してしまう。ある日、チャールズは症状の結果に隣人とトラブルを起こし、その光景を窓から眺めていたシーザーはチャールズを守ろうとして隣人に怪我を負わせてしまい、ランドン親子が経営する霊長類保護施設に送られる。
人間の家庭で普通の猿を知らないまま育ったシーザーは、当初施設の猿達と上手く馴染めず、しかも横暴なランドン親子の度重なる虐待を受け、人間に対して深い失望感と憎悪を抱くようになる。やがて、同じ施設に収容されていたとりわけ人間から虐待されて育ったゴリラのバックや手話を使えるサーカス出身のオランウータンのモーリスと親しくなったシーザーは、群れのボス猿ロケットとのリーダー争いに知略で勝利、新たなボス猿の地位へと収まった。
一方、ウィルは父による人体実験の結果を上司ジェイコブスに一か八かで暴露。これにより治療薬の開発計画の解凍が認められた。ALZ112を改良しより強力になった新型試験薬ALZ113を開発、たった一度の実験でボノボのコバの知能をアルファベットを読み書き出来るまでに向上させた。この結果に気を良くしたジェイコブスは、慎重な運用を求めるウィルの忠告を無視して更なる臨床試験を続行、ついにはALZ113を大量生産する。ジェネシス社から辞職しチャールズの死を看取ったウィルはシーザーを引き取ろうとランドン親子の施設へ赴くが、この時すでにシーザーは人間への叛逆を計画しており、ウィルをも拒絶してしまう。
密かに施設を抜け出したシーザーは、ウィルの自宅からチャールズに投与させず終いに保管してあったALZ113を盗み、仲間の猿達に服用させる。知能が向上した猿達はシーザーの指揮により、ランドンの息子を電気ショック棒で自滅させ施設を脱走。さらに、コバを筆頭とするジェネシス社の実験用チンパンジー達や動物園の猿達を解放して軍勢を成す。シーザー達は人間の街を進攻し、ジェネシス社からの追手や、ゴールデンゲートブリッジで待ち構えていた警官隊をも撃退。ジェイコブスはヘリコプターから捕獲指示を出していたものの猿達の強襲で墜落、かろうじて橋の淵に不時着したが、憎しみを込めた目をしたコバにより蹴り落とされ、転落死した。
その後、かつてウィルに連れて来られたミュアウッズ国定公園へと到着したシーザーの前に、後を追ってきたウィルが現れる。人間を敵視しウィルに襲い掛かろうとした猿達をシーザーが制止したことで事なきを得るが、「うちに帰ろう」とシーザーを説得しようとするウィルに、シーザーは「シーザー（の）うち（は）ここ」と最初で最後の言葉を発する。そして、離別を悟ったウィルに送り出されながら、仲間の猿達を率いて森の奥へと消えていった。
本作ストーリーの後日談
猿にとっては言語能力を与えるほどに知能を向上させるALZ113だが、人間にとっては危険な殺人ウイルスだった。漏洩したALZ113は、のちに猿インフルエンザと呼ばれる致死率の高い新型感染症として、世界中へと爆発的に蔓延していった。辛うじて抗体を獲得出来た一部の者を除いて数多の人間が死亡したため、全世界規模での「文明社会の崩壊」が起きつつあった。

## キャスト
※括弧内は日本語吹替。
人間
- ウィル・ロッドマン - ジェームズ・フランコ（関智一）

遺伝子工学を専門とする科学者。アルツハイマー病の治療薬の研究をしている。シーザーを育てる。
- キャロライン・アランハ - フリーダ・ピントー（東條加那子）

獣医。ウィルと付き合い、事件が発生した際には一助を担った。
- チャールズ・ロッドマン - ジョン・リスゴー（阪脩）

ウィルの父。元・音楽教師。アルツハイマー病を患っている。シーザーの名付け親。
- ジョン・ランドン - ブライアン・コックス（稲垣隆史）

ドッジの父。猿の収容所で働いている。
- ドッジ・ランドン - トム・フェルトン（阪口周平）

ジョンの息子。猿の収容所で働いている。猿たちに残酷ともいえる態度や仕打ちをする。
- スティーヴン・ジェイコブス - デヴィッド・オイェロウォ（落合弘治）

ウィルの上司。
- ロバート・フランクリン - タイラー・ラビーン（塩屋浩三）
- ロドニー - ジェイミー・ハリス（高瀬右光）
- ジョン・ハミル - タイ・オルソン（大川透）
- ハンシカー - デヴィッド・ヒューレット（後藤敦）

猿（エイプ）
- ブライトアイズ

実験により驚異的な認知機能の拡大を見せたメスのチンパンジー。投薬により虹彩が緑色になり、その虹彩からブライトアイズと呼ばれる。
- シーザー（英語版） - アンディ・サーキス（チョー）

ブライトアイズの子で人間であるウィルに育てられたオスのチンパンジー。生まれつき母親譲りの緑色の虹彩を持つ。実験により驚異的な知能の向上を見せる。チェスが得意。
- モーリス - カリン・コノヴァル（英語版）[注 2]

平和を愛する性格のオラウータン。手話を使いこなし、投薬されたシーザーと対等に会話するなど非常に賢い。
- ロケット - テリー・ノタリー（英語版）

シーザーをいじめていたオスのチンパンジー。
- バック - リチャード・ライディング（英語版）

以前はサーカスにいたゴリラ。シーザーの強力な味方となる。
- コバ（英語版） - クリストファー・ゴードン

身体に無数の傷があり左目が白濁しているオスのチンパンジー。実験動物として様々な虐待を受けていた。
- コーネリア - デヴィン・ダルトン
- アルファ - ジェイ・カプート

その他
- 沢田泉/間宮康弘/小林かつのり/宗矢樹頼/岩崎了/遠藤純平

## 製作

### 企画
原題には過去に『Caesar』『Caesar: Rise of the Apes』『Rise of the Apes』と呼ばれていた。
本作は旧シリーズの特定の作品のリメイクではないが、旧シリーズのいくつかの要素が取り入れられている。
監督を務めるルパート・ワイアットは「これは神話の一部分であり、そう見えるようにしなくてはならない。他の映画との関連はなく、オリジナル・ストーリーである。旧作が好きな人も満足してくれるだろう。『バットマン ビギンズ』のようにファン層を取り込めるかでこの映画の真価が問われる」と語った。

### キャスティング
アルツハイマー型認知症治療の研究者をジェームズ・フランコが演じる。当初、フランコの役にはトビー・マグワイアが検討されていた。
2010年6月22日、フリーダ・ピントーとジョン・リスゴーの参加が判明した。
シーザーを演じるのは、キングコングを演じた経験を持つアンディ・サーキスである。

### 撮影
撮影は2010年6月にバンクーバーで始まり、その後サンフランシスコやオアフ島でも行われた。

### VFX
旧シリーズと異なり、猿のメイクはWETAデジタルのCGI技術で施される。